# Elverhøj (film fra 1917)
 For alternative betydninger, se Elverhøj (flertydig). (Se også artikler, som begynder med Elverhøj)
Elverhøj er en dansk stumfilm fra 1917, der er instrueret af Sigurd Lomholt og Aage Brandt. Filmen er baseret på af Johan Ludvig Heibergs skuespil Elverhøj fra 1828.

## Medvirkende
- Fritz Boesen - Kong Christian d. 4.
- Knud Lang - Erik Walkendorff og Mogens, en jæger
- Ingeborg Pehrson - Elisabeth Munk, Walkendorffs myndling
- Herman Florentz - Albert Ebbesen, kgl. lensmand
- Hans Egede Budtz - Poul Flemming, hofmand
- Hjalmar Bendtsen - Henrik Rud, hofmand
- Amanda Lund - Karen, en bondekone
- Lily Jansen - Agnete, Karens datter
- Hr. Klenz - Bjørn Olufsen, hushovmester
- Aage Brandt - Tateren
- Carla Müller - Fru Walkendorff
- Sigurd Lomholt - Elverkongen